# Szepes Béla
Szepes Béla (eredeti nevén Strauch Béla) (Igló, 1903. szeptember 5. – Budapest, 1986. június 26.) síelő és gerelyhajító olimpikon, karikaturista.

## Élete
A Toldi Reálgimnáziumban, majd az Iparművészeti Iskolán tanult.
1923-ban ő lett Magyarország első síugró bajnoka. A MAC atlétájaként 1925 és 1931 között hétszer volt gerelyhajításban magyar  bajnok. Ötször javította meg a magyar rekordot, tízszer volt a magyar válogatott tagja. Az 1928. évi amszterdami olimpián 65,26 méteres hajítással ezüstérmet szerzett. Háromszor nyert angol nemzetközi bajnokságot, 1929-ben 66,70 méteres dobással – ami az ötödik magyar rekordja –, élete legjobbját hajította.
Síelésben négyszer nyerte meg az északi összetett magyar versenyét; síugrásban is a legjobbak közé tartozott.
1926-tól 1933-ig Berlinben dolgozott újságíróként és sportkarikaturistaként.
1930. december 24-én feleségül vette Scherbách Magdolnát, aki ekkor vette fel a Szepes Mária nevet. 1938-ban született egyetlen gyermekük, Miklós Béla, aki hét hónapos korában elhunyt.
1933 után síoktatóként is tevékenykedett. 1937-től 1940-ig a Magyar Atlétikai Szövetség szövetségi kapitánya volt, később, az ötvenes évek végéig edzősködött.
A harmincas években néhány filmnek forgatókönyvírója illetve rendező-asszisztense volt. Sportpályafutása alatt és utána is több hazai és világlapba rajzolt sportkarikatúrákat. 1956-tól szerkesztő volt a Képes Sportnál. 1965-től sporttárgyú kisplasztikákat készített.
1986. június 26-án, a hajnali órákban halt meg. Sírja a Farkasréti temetőben található (60/14-48).

## Díjai
- 1965. Az Atlétikai Európa-kupa vándordíja
- 1966. Ezüstgerely-díj
- 1972. Fair Play-díj (NSzK)

## Főbb művei
- Balassa Ferenc: Kárpátaljai síkalauz, Budapest, 1939
- Új sí 1×1, és magasiskola, Budapest, 1941, 1942
- Így győztök ti… Hét olimpia hősei, Budapest, 1957
- Gólkirályok – labdaművészek. A futballvilág hősei, Budapest, 1957
- Sztárparádé. Sporttörténelmi arcképcsarnok, Budapest, 1985 (szöveg: Peterdi Pál)

## Emlékezete
A budapesti Bárczy István utcai Quint eszpresszóban (aminek Kovács Pál kardvívó olimpiai és világbajnok volt az alapító tulajdonosa) magyar vívókat ábrázoló karikatúrái díszítették a falakat.
Karikatúráit a Magyar Olimpiai és Sportmúzeum őrzi.

## Ajánlott irodalom
- Szepes Mária: Emberek és jelmezek (Bp., 1988 és 1998)
- Szepes Mária: Szibilla (Bp., 2007)